# Lucknow (dystrykt)
Lucknow (Hindi:लखनऊ ज़िला, Urdu: لکھنؤ ضلع) – dystrykt znajdujący się w stanie Uttar Pradesh w północnych Indiach. Stolicą dystryktu jest miasto Lucknow, wchodzi w skład Dywizji Lucknow.